# كريستين أوهوروجو
كريستين إيجيوما أوهوروجو (بالإنجليزية: Christine Ohuruogu) (ولدت في 17 مايو 1984) عداءة أولمبية بريطانية، وحاملة ميداليات ذهبية أولمبية وعالمية وكومنولث سابقة متخصصة في سباق 400 متر. وهو السباق الذي تُعدّ فيه بطلة أولمبية وعالمية وكومنولث. بطلة أولمبية عام 2008، وحاصلة على الميدالية الفضية عام 2012، وهي بطلة عالمية مرتين، بعد فوزها بسباق 400 متر في بطولتي العالم عامي 2007 و2013. كما فازت بست ميداليات في بطولة العالم في سباق التتابع 4 × 400 متر للسيدات ضمن فريق بريطانيا العظمى وأيرلندا الشمالية، وميداليات برونزية أولمبية في سباق التتابع 4 × 400 متر للسيدات في أولمبياد بكين 2008 وأولمبياد ريو 2016، آخر أولمبياد لها. تتقاسم أوهوروغو مع ميرلين أوتي وأوسين بولت الرقم القياسي للفوز بالميداليات في أكبر عدد متتالي من البطولات العالمية - 9 - بين بطولة العالم لألعاب القوى 2005 وأولمبياد صيف 2016.

## روابط خارجية
- كريستين أوهوروجو على موقع الاتحاد الدولي لألعاب القوى (الإنجليزية)
- كريستين أوهوروجو على موقع ThePowerOf10.info (الإنجليزية)
- كريستين أوهوروجو على موقع الدوري الماسي (الإنجليزية)
- كريستين أوهوروجو على موقع اللجنة الأولمبية الدولية (الإنجليزية)
- كريستين أوهوروجو على موقع أوليمبيديا (الإنجليزية)
- كريستين أوهوروجو على موقع اللجنة الأولمبية البريطانية (الإنجليزية)
- كريستين أوهوروجو على موقع اتحاد ألعاب الكومنولث (مؤرشف) (الإنجليزية)
- كريستين أوهوروجو على موقع اتحاد ألعاب الكومنولث (مؤرشف) (الإنجليزية)

قالب:تذييل بطل أولمبي سباق 400 متر سيدات